# Méridai Állami Szimfonikus Zenekar
A Méridai Állami Szimfonikus Zenekar (spanyolul: Orquesta Sinfónica del Estado Mérida, OSEM) szimfonikus zenekar a venezuelai Mérida városában. Nonprofit szervezetként alapította 1991. június 21-én José Antonio Abreu venezuelai zongorista és pedagógus.

## Története
A zenekar a José Antonoi Abreu vezette Mérida Állami Ifjúsági Szimfonikus Zenekarból vált ki, amit 1978-ban alapítottak a Venezuelai Ifjúsági Zenekarok Rendszere (FESNOJIV) részeként. A Méridai Állami Szimfonikus Zenekar társalapítója és első művészeti igazgatója Amílcar Rivas volt. 1994 és 1997 között Sergio Bernal volt a zenei igazgatója, aki a zenekar repertoárját európai és latin-amerikai szimfonikus művekkel bővítette. 1998 és 2001 közt Felipe Izcaray vezette, őalatta kezdődött a zenekar máig jelentős oktatási és közösségi információs tevékenysége. César Iván Lara 2004 januárjában lett a zenekar zenei igazgatója.
A 2006-os évadban a zenekar Mérida állam kormányának, valamint az Andok Egyetemnek, a FESNOJIV-nek és több településnek számos hivatalos rendezvényén is részt vett, 39 szimfonikus koncertet, 108 iskolai és kamarakoncertet adott az állam 21 településén. 1999-ben Mérida állam kulturális öröksége részévé nyilvánították.
20. évfordulójának évét a zenekar 2011. január 15-én Csajkovszkij Második szimfóniájának előadásával kezdte a másodjára megrendezett Méridai Zenei Fesztiválon.

## Külső hivatkozások
- Hivatalos weboldal